# Ramzi Binalshibh
Ramzi Binalshibh (en árabe رمزي بن الشيبة) (Ghayl Bawazir, Yemen, 1 de mayo de 1972) es una persona yemení, nombrado por el FBI como un terrorista, miembro de Al-Qaeda. Se le acusa de ser una de las personas más importantes en la planificación de los atentados del 11 de septiembre. Mohamed Atta y él eran los líderes de la Célula de Hamburgo.
Antes del 11 de septiembre de 2001, pidió varias veces una visa para entrar a Estados Unidos; todos sus intentos fueron en vano.
En septiembre de 2002, Ramzi es arrestado en un tiroteo en la ciudad de Karachi, Pakistán. La policía pakistaní lo entregó a Estados Unidos. Desde esa fecha, se encuentra en el centro de detención de Guantánamo cumpliendo una condena de pena de muerte.